# Kolektivní správce
Kolektivní správce je instituce, která z pověření velkého množství autorů hromadně zajišťuje zhodnocování autorských práv nebo souvisejících ochranných práv k jejich dílům. Kolektivní správa práv se v České republice opírá o hlavu IV autorského zákona.
Kolektivními správci jsou obvykle soukromé spolky, jimž bylo v mnoha zemích k vykonávání kolektivní správy státními orgány ze zákona přiřknuto monopolní postavení. Svou povahou se pohybují na hranici odborového solidárního uskupení autorů hájících své zájmy vůči hospodářsky silnějším uživatelům děl a státního úřadu kontrolujícího dodržování ohlašovací povinnosti k rozmnoženinám, veřejným produkcím a rozhlasovému šíření autorských děl.

## Kolektivní správci v Česku
Povědomí o činnosti kolektivních správců mezi veřejností se v Česku zvyšuje především na základě negativních zkušeností umělců či uživatelů děl, např. v souvislosti s vybíráním náhradních odměn z nenahraných nosičů či žalobami na vydání bezdůvodného obohacení.
V Česku působí následující kolektivní správci:
- DILIA, divadelní, literární, audiovizuální agentura - autoři děl slovesných, jejich překladů, audiovizuálních a hudebně dramatických děl a nakladatelé
- OSA – Ochranný svaz autorský pro práva k dílům hudebním - autoři hudby a textu a hudební nakladatelé
- INTERGRAM, nezávislá společnost výkonných umělců a výrobců zvukových a zvukově-obrazových záznamů - výkonní umělci, výrobci audiovizuálních a audiálních záznamů
- Ochranná organizace autorská – Sdružení autorů děl výtvarného umění, architektury a obrazové složky audiovizuálních děl (OOA-S) - autoři děl výtvarného umění, architektury, a obrazové složky audiovizuálních děl, fotografové, autoři obrazové složky počítačových programů a filmoví a televizní střihači
- GESTOR – ochranný svaz autorský (právo na odměnu při opětovném prodeji originálu výtvarného díla uměleckého) - spravuje odměny za opětovný prodej originálu výtvarného díla uměleckého [3]
- Ochranná asociace zvukařů – autorů (OAZA) - díla mistrů zvuku v audiálních a audiovizuálních dílech